# (2335) James
(2335) James es un asteroide que forma parte del grupo de los asteroides que cruzan la órbita de Marte y fue descubierto por Eleanor Francis Helin el 17 de octubre de 1974 desde el observatorio del Monte Palomar, Estados Unidos.

## Designación y nombre
James fue designado inicialmente como 1974 UB.
Más adelante se nombró en honor del físico y matemático estadounidense James G. Williams.

## Características orbitales
James orbita a una distancia media de 2,123 ua del Sol, pudiendo acercarse hasta 1,359 ua y alejarse hasta 2,888 ua. Su inclinación orbital es 36,32° y la excentricidad 0,3601. Emplea en completar una órbita alrededor del Sol 1130 días.